# An Up-to-Date Studio
An Up-to-Date Studio è un cortometraggio muto del 1903 diretto da Percy Stow.

## Trama
Un cine-operatore riprende la scena di un fotografo che corteggia una ballerina.

## Produzione
Il film fu prodotto dalla Hepworth.

## Distribuzione
Distribuito dalla Hepworth, il film - un cortometraggio della lunghezza di 40,5 metri - uscì nelle sale cinematografiche britanniche nel febbraio 1904. Il 21 novembre 1903, era già stato presentato negli Stati Uniti dalla Williams, Brown and Earle.
Non si hanno altre notizie del film che si ritiene perduto, forse distrutto nel 1924 quando il produttore Cecil M. Hepworth, ormai fallito, cercò di recuperare l'argento del nitrato fondendo le pellicole.